# Lucrezia (fumetto)
Lucrezia è un personaggio immaginario protagonista di una omonima serie a fumetti di genere erotico/storico italiana, ideato da Renzo Barbieri e pubblicato dalla Ediperiodici nel 1969,  ispirato alla figura storica di Lucrezia Borgia. La serie, insieme alle più celebri Isabella e Goldrake, è stata fra le serie ideate da Barbieri ed edite alla fine degli anni sessanta dalla ErreGi che portarono alla nascita del genere nero/erotico.

## Storia editoriale
La serie venne pubblicata dal 1969 al 1974 per 140 volumi prima dalla ErrGi e poi dalla Ediperiodici.

## Trama
Intrighi di ogni genere nell'Italia del XV secolo: Lucrezia combatte contro suo marito Alfonso I d'Este, concedendo di volta in volta il suo corpo ai vari aristocratici con cui entra in contatto per condizionarli. Solo di tanto in tanto può concedersi al suo vero amore, Antonio Orsenigo.